# بین‌المللی‌سازی و محلی‌سازی

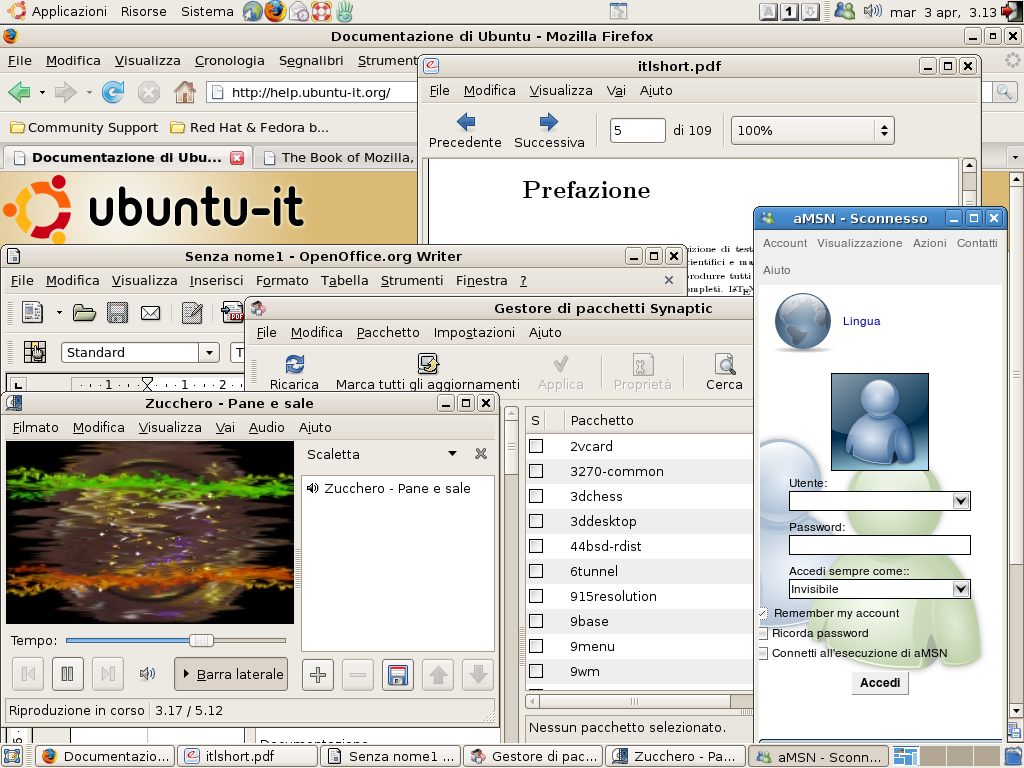
تصویری از برنامه‌های نرم‌افزاری ترجمه شده به ایتالیایی.

بین‌المللی‌سازی و محلی‌سازی به روندی گفته می‌شود؛که در طی آن نرم‌افزارهای رایانه‌ای تغییر و گسترش داده می‌شوند، تا به زبان‌های مختلف انسانی و در کشورهای مختلف قابل استفاده شوند. به روند توسعه دادنِ نرم‌افزارها با این هدف «بین‌المللی‌سازی»، و به روند ترجمهٔ پیغام‌ها و افزودن بخش‌های خاص محل‌ها یا زبان‌های مختلف، «محلی‌سازی» می‌گویند. بعضی از شرکت‌ها و مؤلفین، از اصطلاح سوم «جهانی‌سازی» نرم‌افزار نیز استفاده می‌کنند؛ که گاهی ترکیب بین‌المللی‌سازی و محلی‌سازی است، و گاهی شامل روندهای بیشتری است که ممکن است استراتژی‌های مدیریتی و بازاریابی را نیز در بر بگیرد.
نام انگلیسی این دو اصطلاح، internationalization و localization، طولانی است و برای بعضی املای دشواری دارد. در نتیجه، معمولاً بین‌المللی‌سازی را به i18n و محلی‌سازی را به L10n مخفف می‌کنند.

## بین‌المللی‌سازی و محلی‌سازی در ایران
در ایران، سنتی به قدمت چندین دهه در صنعت نرم‌افزار وجود دارد که نسخهٔ ساده‌شدهٔ بین‌المللی‌سازی و محلی‌سازی امروزی است. این روند که فارسی‌سازی نام گرفته است به شیوه‌های مختلف انجام می‌شد. مهمترین ویژگی مشترک این شیوه‌ها این بود که معمولاً پشتیبانی نرم‌افزار اصلی از زبان‌های دیگر محدودتر می‌شد. مثلاً، فارسی‌سازان نسخهٔ عربی یک نرم‌افزار حروفچینی را طوری تغییر می‌دادند که حرف ة (ت گرد) با هٔ (ه با همزه) جایگزین شود. در نتیجه، چاپ عباراتی مثل «خانهٔ بزرگ» ممکن می‌شد، ولی دیگر نمی‌شد عبارت‌های عربی، یا حتی عبارت‌های نامعمول فارسی مثل «دائرةالمعارف» یا «بقیةالله» را چاپ کرد. در مقابل، در شیوهٔ استاندارد امروزی بین‌المللی‌سازی نرم‌افزارها، پشتیبانی زبان‌های دیگر معمولاً قربانی زبان جدید نمی‌شود.
در دهه‌های ۱۳۷۰ و ۱۳۸۰ شمسی، پس از پشتیبانی بسیاری از نرم‌افزارهای بین‌المللی از استاندارد یونی‌کد (و حتی ترجمهٔ پیغام‌های بعضی از این نرم‌افزارها به زبان فارسی)، نیاز به صنعت فارسی‌سازی کمتر شد و نرم‌افزارهای فارسی امروزه عمدتاً یا ،از ابتدا برای نیازهای زبان فارسی و ایران نوشته می‌شوند، یا به دست تولیدکنندگان اصلی، بین‌المللی‌سازی شده و سپس به دست داوطلبان یا مترجمان قراردادی، محلی‌سازی می‌شوند.